# Front Mission 4
Front Mission 4 — тактическая ролевая игра из серии Front Mission, разработанная и выпущенная компанией Square Enix в 2003 году для приставки PlayStation 2. Изначально игра была издана только в Японии, но через полгода появилась версия на английском языке, предназначенная для продажи на территории Северной Америки. В 2006 году компания перевыпустила игру в рамках программы Ultimate Hits.

## Игровой процесс
Во многом напоминает предыдущие номерные части серии, на небольшой карте, поделённой на квадраты, проходят сражения ванзеров (больших боевых роботов). Существенным нововведением является система связок, позволяющая нескольким юнитам (до четырёх максимум) атаковать одновременно. Нечто подобное уже было в игровом процессе Front Mission 3, но там комбинационные атаки создавались посредством специальных способностей определённых ванзеров. Здесь же совместное нападение могут провести любые ванзеры с разным оружием. Также появилась возможность атаковать больше одного раза за ход, если, конечно, для этого имеется достаточное количество очков действия (AP). За уничтожение врагов и прохождение уровней персонажи получают очки улучшения (Enhancement Points), которые впоследствии могут быть потрачены на приобретение и развитие специальных навыков. Каждый герой изучает способности шести групп — от них зависит роль данного героя на поле боя. Некоторые изменения были внесены в систему конструирования боевых машин, в частности, вернулись руки со встроенным оружием, присутствующие в первых двух частях. Существенно расширились функции ранцев, появились сенсорные, электромагнитные, радио-, турбо- и ремонтные модели.

## Сюжет
Front Mission 4 состоит из двух больших сценариев, события которых разворачиваются параллельно друг с другом в 2096 году. Первый сценарий описывает события вокруг Эльзы Элэйн, солдата армии Европейского Содружества, она служит в составе исследовательских тактических войск под названием «Дюрандаль», расследующих нападение неизвестных агрессоров на военные базы Германии. Затем повествование переключается на сержанта армии UCS Дэррила Траубеля и двух его сослуживцев, Билли Рэнджеса и Филлипа Чеффера, которые, находясь в Венесуэле, случайно стали обладателями 25 млн долларов и решили дезертировать. События, рассказываемые игрой, во многом перекликаются с сюжетом первой части, более подробно объясняют некоторые аспекты, остававшиеся недосказанными. Также здесь присутствуют два персонажа из первой части — это Фредерик Ланкастер и Мария Передес. В обоих регионах игра озвучена на английском языке.

## Критика и отзывы
| Сводный рейтинг | Сводный рейтинг |
| Агрегатор       | Оценка          |
| --------------- | --------------- |
| GameRankings    | 75,68 %         |

К концу 2003 года в Японии было продано 170 тысяч копий Front Mission 4, во время рождественской недели игра заняла первое место японского чарта. Агрегаторы GameRankings и Metacritic дали четвёртой части по 75 % рейтинга каждый. Реакция в Северной Америке была скорее положительной, обозреватели хвалили хорошо проработанный геймплей, кастомизацию ванзеров и нововведения в режиме битвы. Среди недостатков назывались блёклый сюжет, неудобный интерфейс меню и слабый искусственный интеллект врагов. Многие рецензенты сошлись во мнении, что поклонники боевых роботов найдут эту игру для себя весьма интересной, в особенности фанаты ролевых стратегий.